# عثمان جان
عثمان جان (انگلیسی: Osman Jan) بازیکن فوتبال اهل پاکستان بود.
وی همچنین در تیم ملی فوتبال پاکستان بازی کرده و اولین کاپیتان تیم ملی پاکستان بوده.